# 사토 유키에
사토 유키에(佐藤 行衛, 1963년 ~ )는 일본 출신의 독립 음악가이다. 주로 한국의 홍대 앞에서 활동하고 있으며,
일본인으로 구성된 밴드 곱창전골(コプチャンチョンゴル)의 리더이다.
한편 매달 전위음악가들을 모아 '불가사리'라는 즉흥 음악 연주회를 개최하고 있다.

## 생애 및 경력
도쿄 출신의 사토 유키에는 어린 시절 비틀즈의 음악에 심취했으며 청소년 시절부터 일본의 독립 음악계에서 활동하였다. 32살이던 1995년에 처음으로 외국 여행을 가기로 결정한 그는 한국이 정확히 어디에 있는 나라인지도 모르고 아무런 관심도 없었지만 가장 싼 해외 여행이라는 이유로 서울을 여행지로 택해 방문하였다. 그리고 음반가게에서 신중현과 산울림 등을 몇 장 구입한 뒤 일본으로 돌아갔다. 집으로 돌아가 턴테이블에 올려 놓은 신중현과 엽전들의 1집 음반(1974) 중 '미인'이 처음 재생되는 순간 강렬한 충격을 받았다. 곧 한국 락 음악을 연구하고 직접 무대에 올려서 알리기 위해 1995년 8월에 '사토 유키에와 곱창전골'을 결성하였다. 창단 멤버 중에는 현재 장기하와 얼굴들에서 활동하고 있는 하세가와 요헤이(長谷川陽平)도 있었다.
밴드 결성 직후에는 한국 음악에 대한 이해를 높이기 위해 다시 한국을 방문했으며 그 즈음 홍대 앞에 생겨나던 독립 예술 문화를 경험하게 된다. 이후 밴드는 주로 홍대 앞에서 활동하였다. 하지만 첫 음반을 내는 과정은 순탄하지 않았다. 우선 밴드와 음반 이름에 일본인이 등장하면 안된다는 규정 때문에 밴드명을 곱창전골로 줄였으며, 작사/작곡자에 일본인이 포함되면 안된다는 규정에 걸리자 급히 한국인 매니저의 이름을 대신 올리기도 했다. 우여곡절 끝에 신대철이 감독한 데뷔 음반 《안녕하시므니까?》(1999)를 발매하였다.
2003년부터는 홍대 앞 독립 음악에서도 비주류 중의 비주류에 속하는 전위 음악가들을 모아서 처음에는 'SCUM in Seoul (Small Circle of Unknown Music)'로, 그리고 열 번째부터는 '불가사리(Bulgasari)'로 명칭을 바꾸어 실험 음악 공연을 개최하였다. 하지만 2005년에는 관광비자 상태인 그가 평균 관객 10여명인 이 공연에서 1인 당 5천원의 입장료를 받았다는 이유로 법무부에서 입국 금지 2년과 함께 벌금 300만원을 부과받고 강제 출국을 당하게 된다. 당시 김창완 등의 음악인들이 탄원서를 모아 제출하였으나 받아들여지지 않았다.
그러나 오랫동안 사귀어 왔던 패션디자이너 한운희와 결혼하여 동거비자를 받을 수 있었고 8개월만인 2006년 초에 사토 유키에는 다시 홍대 앞으로 귀환하게 된다. 그 해 3월 26일, 살롱 바다비에서 그의 귀환을 기념하는 환영 공연이 열렸다. 그는 "불가사리 공연이 지속될 수 있게 되어 다행"이라고 하였다. 불가사리는 현재까지도
매월 국내외의 새로운 전위 음악가들을 소개하며 꾸준히 열리고 있다.
2009년에는 단독 음반 《사랑스러운 그대》를 발표하였다. 한편 곱창전골의 2집 《나와 같이 춤추자》는 2009년에 녹음이 완료되었지만 2010년과 2011년에 베이스 시바토 고이치로(柴藤耕一郞)와 매니저 홍종수가 연이어 사망하면서 발매가 미루어졌다가 2011년 8월 둘에게 바치는 헌정 음반으로 발매되었다. 2012년 6월에는 1987년 6월 항쟁 25주년을 기리는 국민 행사에 참가하여 정동 서울시립미술관에서 노래하였다. 그리고 같은 해 8월 15일에는 폭우가 내리는 가운데 1035회 위안부 수요집회에 참여하여 노래하였다. 2013년에는 곱창전골 3집 《그 날은 올거야》를 발표하였고, 같은 해에 밴드는 비로소 대한민국 예술인비자(D-1)를 취득하였다. 2014년 11월에는 '노가리 트위스트'를 타이틀로 하는 곱창전골 4집 《메뉴판》이 발매되었다. 그는 라쿤의 꼬리와 비슷한, 의미 불명의 긴 꼬리를 단 채로 연주한다.

### 약력
- 1995년 한국의 일본인 락 그룹 밴드 곱창전골(コプチャンチョンゴル) 결성
- 2000년 그룹 예스 트리오 결성
- 2002년 11월 댄스 드라마 'The Gates' 음악 담당
- 2003년부터 즉흥 음악 라이브 시리즈 '불가사리'를 개최
- 2005년 일본으로 강제 출국
- 2006년 한국으로 귀환
- 2013년 대한민국 예술인비자(D-1) 취득

## 음반

### 곱창전골(コプチャンチョンゴル)
- 1집 《안녕하시므니까?》 (1999)
- 2집 《나와 같이 춤추자》 (2009)
- 3집 《그 날은 올거야》 (2013)
- 4집 《메뉴판》 (2014)

### 단독 음반
- 《사랑스러운 그대》 (2009)

### 참여 음반
- 재즈말 《고향 (feat. 사토유키에)》 Single [SDP, 미러볼뮤직] (2017)

## 관련 인물
- 강태환 (프리음악가)
- 김대환 (프리음악가,음악사상가)
- 홍철기 (전자음악,실험음악가)
- 진상태 (전자음악,실험음악가)
- 문창배 (프로그래머,음악사상가,즉흥연주가)
- 성기완
- 있다 (음악인)
- YOGIGA
- BULGASARI
- 이한주
- 재즈말